# Nufringen
Nufringen è un comune tedesco di 5 325 abitanti, situato nel land del Baden-Württemberg.